# ルミエールオータムダッシュ
ルミエールオータムダッシュは日本中央競馬会(JRA)が新潟競馬場の芝1000mで施行する中央競馬のリステッド競走である。競走名はフランス語で「光」という意味である。本レースは直線1000m のコースを光の如く駆け抜ける競走馬をイメージして名付けられた。

## 概要
2011年に新潟競馬場の芝直線1000mの3歳以上オープン戦「ルミエールステークス」として施行された。しかし、この年以降しばらく休止してしまうが、2016年に現在の「ルミエールオータムダッシュ」に名称を変更して復活する。本レースは新潟競馬場の名物である直線1000mで、リステッド競走63競走の中で最も短いレースとなっている。
2019年にはリステッド競走に指定された。
賞金(2024年)は1着2700万円、2着1100万円、3着680万円、4着410万円、5着270万円となっている。

当レースには重賞馬はいるが、未だにG1優勝馬は出ていない。

## 歴史
- 2011年　新潟競馬場の芝直線1000mの3歳以上オープン戦「ルミエールステークス」として施行。この年以降休止。
- 2016年　「ルミエールオータムダッシュ」として復活。
- 2018年　別定からハンデ戦に変更。
- 2019年

- リステッド競走に指定。
- ハンデ戦から別定に再び変更。

- 2020年　新型コロナウイルス感染症の影響により、観客を入れない「無観客競馬」で施行[9][10]。
- 2021年　再び別定からハンデ戦に変更。

## 歴代優勝馬
コース種別を表記していない距離は、芝コースを表す。
| 施行日         | 競馬場 | 距離  | 条件       | 優勝馬             | 性齢 | タイム | 優勝騎手   | 管理調教師 | 馬主                                     |
| -------------- | ------ | ----- | ---------- | ------------------ | ---- | ------ | ---------- | ---------- | ---------------------------------------- |
| 2011年5月29日  | 新潟   | 1000m | オープン   | エーシンヴァーゴウ | 牝4  | 0:55.0 | 田辺裕信   | 小崎憲     | (株)栄進堂                               |
| 2016年10月30日 | 新潟   | 1000m | オープン   | ラインスピリット   | 牡5  | 0:54.9 | 森一馬     | 松永昌博   | 大澤繁昌                                 |
| 2017年10月29日 | 新潟   | 1000m | オープン   | アペルトゥーラ     | 牡6  | 0:55.8 | 石橋脩     | 国枝栄     | (株)ノルマンディーサラブレッドレーシング |
| 2018年10月28日 | 新潟   | 1000m | オープン   | ミキノドラマー     | 牡5  | 0:56.3 | 菊沢一樹   | 南田美知雄 | 谷口久和                                 |
| 2019年10月27日 | 新潟   | 1000m | リステッド | レジーナフォルテ   | 牝5  | 0:56.4 | 杉原誠人   | 佐藤吉勝   | 永山勝敏                                 |
| 2020年10月25日 | 新潟   | 1000m | リステッド | ヒロイックアゲン   | 牝6  | 0:55.7 | 荻野極     | 加藤和宏   | 浅川皓司                                 |
| 2021年10月31日 | 新潟   | 1000m | リステッド | マリアズハート     | 牝5  | 0:55.1 | 菊沢一樹   | 菊沢隆徳   | (株)ノルマンディーサラブレッドレーシング |
| 2022年10月30日 | 新潟   | 1000m | リステッド | ジャズエチュード   | 牝4  | 0:55.1 | 泉谷楓真   | 黒岩陽一   | 吉田勝己                                 |
| 2023年10月29日 | 新潟   | 1000m | リステッド | カイザーメランジェ | 牡8  | 0:57.3 | 菊沢一樹   | 中野栄治   | (株)ライフエンタープライズ               |
| 2024年10月27日 | 新潟   | 1000m | リステッド | マイヨアポア       | 牝6  | 0:54.2 | 石川裕紀人 | 和田正一郎 | (有)スピードファーム                     |